# Сотировский, Паскаль
Паскаль Сотировский, PhD (макед. Паскал Сотировски; 23 ноября 1927, Врбен — 20 января 2003, Париж) — югославский и македонский астрофизик, специалист по физике Солнца.

## Биография
Паскаль Сотировский родился 23 ноября 1927 года во Врбене (ныне община Гостивар Северная Македония). Окончил начальную школу в родном селе, затем продолжил обучение в гимназии города Горни-Милановац (СР Сербия) и педагогическом училище Белграда. Преподавал некоторое время в школе местечка Бела-Црква (ныне община Кривогаштани), в 1950 году поступил на факультет философии, кафедру физики Университета Скопье и окончил её в 1956 году. Преподавал физику в средней школе имени Иосипа Броза Тито до 1960 года.
В 1961 году Сотировский был назначен ассистентом по астрофизике на естественно-математическом факультете Университета Скопье и в 1961 году отправился на стажировку в Сорбонну, которую окончил в 1964 году со степенью по астрофизике. В 1971 году он получил высший балл на защите докторской диссертации в области физики Солнца, после чего стал членом Французского национального центра научных исследований, что считалось серьёзным признанием в научных кругах. Работал во французском департаменте солнечной и планетарной астрономии, в 1991 году избран членом Македонской академии наук и искусств.
Большую часть жизни Сотировский провёл во Франции, но не прерывал связь с родиной. Так, во время одного из своих путешествий на шахту Алшар на юге Македонии он взял образцы лорандита, которые потом использовал при построении теорий некоторых процессов на Солнце и гипотезы о происхождении Земли. Доктор наук Паскаль Сотировский имел свой собственный кабинет в Парижской обсерватории Медон и читал лекции в ряде стран: США, Япония, Россия, Индия и т. д. Многие его статьи были опубликованы в различных научных журналах. Помимо своего родного языка, Сотировский владел французским, немецким, английским и русским языками. В 1990-е годы им был основан фонд, который в настоящее время поддерживает талантливых юных македонцев. В 1999 году принят в сенат Всемирного македонского конгресса.
Скончался 20 января 2003 года в Париже.